# 고미야마 히로시
고미야마 히로시(일본어: 小宮山 宏, 1944년 12월 15일 ~ )는 일본의 공학자이다. 미쓰비시 종합연구소 이사장이며, 2005년부터 2009년까지 도쿄 대학 총장을 역임했다.
1972년 도쿄 대학에서 공학박사 학위를 받았고, 전공은 화학 시스템 공학, 기능성 재료공학, 지구환경공학, CVD 반응 공학, 지식의 구조화 등이다. CVD에 의한 박막·초미립자 형성 프로세스, 지구 온난화 문제 대책 기술 등을 연구하고 있다. 도쿄 대학 총장으로 취임한 이후 ‘도쿄 대학 액션 플랜’(東京大学アクション・プラン)을 공표하고 개혁을 진행시켜 현대 리버럴 아츠의 구축, 학술 통합화 등을 진행시켰다. 총장 퇴임 이후 미쓰비시 종합연구소에 신설된 이사장직으로 취임했다.

## 인물
1944년 12월, 부친이 출정하던 중에 모친의 피난처(친가)인 도치기현 우쓰노미야시에서 태어났다. 3살 때 도쿄도 메구로구에 이사를 하며 이후 같은 지역에 생활하면서 자랐다. 부친과 숙부, 남동생(고미야마 마코토, 1947년 9월 1일(62세), 도쿄 대학 첨단 과학기술 연구 센터 교수), 아들이나 딸도 모두 도쿄 대학을 나와 도쿄 대학 출신의 일가로 알려져 있을 뿐만 아니라 도쿄 대학의 애교심이 매우 강하다. 대학 시절은 미식 축구부에 소속해 있었고, 현재 취미는 골프이다.
실생활에서도 CO2 배출 삭감에 임하면서 2002년 자택 신축할 당시에 복층 유리나 태양광 발전 패널, 히트펌프 급탕기(에코 큐트) 등을 도입한 에코 하우스(통칭 고미야마 에코 하우스)를 완성했다. 자가용도 하이브리드 차량(토요타 프리우스)로 바꾸는 등 에너지 절약을 적극적으로 실천하고 있어 자택의 연간 광열비를 30만 엔대에서 8할인 수 만 엔대로 삭감하기도 했다. 이 경험을 기초로 에코 목적으로 사용하기 위해 나라가 있는 사업에 투자하기 위해서 국채를 발행하고 그 사업에 의해 얻을 수 있는 이윤에 의해 상환하는 ‘자립 국채’를 제창했다.

## 주요 경력

### 출신 학교·학위
- 1957년 3월 : 메구로 구립 스게카리 초등학교 졸업
- 1960년 3월 : 메구로 구립 제1 중학교 졸업
- 1963년 3월 : 도쿄 도립 도야마 고등학교 졸업
- 1967년 3월 : 도쿄 대학 공학부 화학공학과 졸업
- 1969년 3월 : 도쿄 대학 대학원 공학계 연구과 화학공학 전문 과정 석사 과정 수료
- 1972년 3월 : 도쿄 대학 대학원 공학계 연구과 화학공학 전문 과정 박사 과정 수료

### 경력
- 1972년 12월 : 도쿄 대학 공학부 화학공학과 조교
- 1973년 10월 : 캘리포니아 대학교 데이비스 포스트 드크트럴 펠로(1974년까지)
- 1977년 5월 : 도쿄 대학 공학부 화학공학과 강사
- 1981년 1월 : 도쿄 대학 공학부 화학공학과 조교수
- 1988년 7월 : 도쿄 대학 공학부 화학공학과 교수
- 2000년 4월 : 도쿄 대학 대학원 공학계 연구과장·공학부장
- 2003년 4월 : 도쿄 대학 이사·부학장
- 2005년 4월 : 국립대학 법인 도쿄 대학 총장(제28대) ※2009년 3월 퇴임.
- 2009년 4월 : 미쓰비시 종합연구소 이사장(현재)
- 2009년 6월 : 신일본석유 사외이사
- 2010년 4월 : JX 홀딩스 이사

### 기타 경력
- 화학 공학회 회장(2002년도)
- 닛케이 BP 일본 이노베이터 대상 선정 위원장(제5회·2005년 ~ 현재)
- 정부 교육 재생 회의 위원(2006년도) ※제1차 아베 신조 내각
- 일본 학술 진흥회 21 세기 COE 프로그램 위원회 위원(2006년도)
- 국립대학 협회 회장(2007년도)
- 일본 학술 진흥회 글로벌 COE 프로그램 위원회 위원(2007년도)
- 2009년 4월 : 국립대학 법인 도쿄 대학 총장실 고문(현재)
- 2009년 4월 : 재단법인 히트펌프·축열 센터 이사장(현재)
- 2009년 4월 : 지구 쾌적화 인스티튜트 어드바이저(현재)
- 2009년 10월 : 일반 사단법인 Japan Treasure Summit 대표이사(현재)
- 2009년 12월 : 일반 사단법인 퓨처 디자인 센터(FDC) 최고 책임자(현재)
- 2010년 5월 : 사단법인 일본 공학 아카데미 회장(현재)
- 2010년 6월 : 아시아 저탄소화 센터(후쿠오카현 기타큐슈시) 센터장(현재)
- 2010년 7월 : 디지털 교과서 교재 협의회(DiTT) 회장(현재)
- 2010년 8월 : 백금 구상 네트워크 회장(현재)
- 2013년 4월 : ‘혁신적 이노베이션 창출 프로그램’(COI STREAM) 거버닝 위원회 위원장(현재)
- 2014년 4월 : 공익 재단법인 유엔대학 협력회 이사장(현재)
- 2014년 5월 : 오키나와 평화상 선정위원회 위원장(현재)

## 수상
- 2003년 : 화학 공학회 학회상 《지구 환경 문제 및 기능성 재료 제조 프로세스 개발의 반응 공학적 전개》

## 주요 저서
- 《속도론 : Rate Processes》(1990년 5월) ISBN 4-254-25018-5
- 《지구 온난화 문제 핸드북》(1990년 11월)
- 《지구 환경을 위한 화학 기술 입문》(1992년 1월) ISBN 4-274-02218-8
- 《지구 환경을 위한 지구 공학 입문》(1992년 5월) ISBN 4-274-02228-5
- 《기능재료 프로세스 공학 신체계 화학 공학》(1994년 11월) ISBN 4-274-12986-1
- 《반응 공학 : 반응 장치로부터 지구까지(Creative Chemical Engineering Course)》(1995년 6월) ISBN 4-563-04273-0
- 《입문 열역학 : 실례로 이해한다》(1996년 4월) ISBN 4-563-04548-9
- 《지구 온난화 문제에 대답한다》(1999년 12월) ISBN 4-13-002072-2
- 《지구 지속의 기술》(1999년 12월) ISBN 4-00-430647-7
- 《태양광 발전 공학 태양전지의 기초로부터 시스템 평가까지》(야마다 고이치, 2002년 10월) ISBN 4-8222-8148-5
- 《지식의 구조화》(2004년 12월) ISBN 4-902444-03-8
- 《지식·구조화 미션 : 대학은 표현한다》(2005년 7월) ISBN 4-8222-3201-8
- 《知识的结构化(지식의 구조화·중국어판)》(2006년 1월) ISBN 4-902444-36-4
- 《地球可持续技术(지구 지속의 기술·중국어판)》(2006년 2월) ISBN 7-80209-272-8
- 《지식의 구조화·강연》(2007년 12월) ISBN 978-4-902444-62-9
- 《Vision 2050 -Roadmap for a Sustainable Earth》(Steven Kraines, 2008년 7월) ISBN 978-4-431-09430-2
- 《나노테크놀로지로 미래를 개척한다 : 사회와 함께 만드는 나노 재료 개발 지원을 위한 지식 기반》(산업 기술 종합 연구소 편, 2009년 2월)
- 《Sustainability Science : A Multidisciplinary Approach》(United Nations Univ, 2010년 7월) ISBN 978-92-808-1180-3
- 《일본 ‘재창조’ - ‘백금 사회’실현을 향해서》(도요케이자이 신보, 2011년 6월)
- 《Beyond the Limits to Growth　-New Ideas for Sustainability from Japan》(Springer, 2014년 2월) ISBN 978-4-431-54558-3
- 《"다양한 넘버원" 만들기》(재계연구소, 2016년 3월) ISBN 978-4-87932-112-1